# Feuerberg (Weinlage)
Die Weinlage Feuerberg ist eine Einzellage am Kaiserstuhl in Baden-Württemberg. 
Sie befindet sich auf der Gemarkung Vogtsburg im Kaiserstuhl und ist rund 66 ha groß. Die Großlage ist der Vulkanfelsen. Die Lage ist geprägt vom hohen Mineralgehalt des Bodens und dem besonderen Kleinklima. Der Gault-Millau listet den Burkheimer Feuerberg unter den besten Lagen des Kaiserstuhls.
Die Lage befindet sich auf 180 bis 260 m. Die Böden bestehen überwiegend aus Vulkanit und Löss.
Zu den klassifizierten Rebsorten gehören Weißer Burgunder, Grauer Burgunder, Chardonnay, Muskateller und Spätburgunder.